# 莱卡邦站
莱卡邦車站屬泰國首都曼谷蘇凡納布機場捷運之城市線上的一個中途車站。2010年8月23日啟用。

## 车站构造
位於曼谷至春武里府高速公路旁，車站長200公尺。佔地三層，地下是公共汽車站及停車場；二樓（1/F）為票房、售票機及商店；三樓為月台。
| L3                | 月台 | \| 側式 · 開左邊车门 \| \| \| \| \| \| 曼谷机场快线往素万那普（素万那普） \| \| \| \| 曼谷机场快线往帕亚泰（班塔昌） \| \| 側式 · 開左邊车门 \| \| \| |
| L2                | 站厅 | 票务、客服中心、商业 |
| L1                | 地面 | 停车场、巴士站 |
| 側式 · 開左邊车门 |      | |
|                   |      | 曼谷机场快线往素万那普（素万那普） |
|                   |      | 曼谷机场快线往帕亚泰（班塔昌） |
| 側式 · 開左邊车门 |      | |

## 鄰近景點
- Wat Ladkrabang
- 先皇理工大学（King Mongkut's Institute of Technology Ladkrabang）

## 外部連結
叻甲挽車站的位置圖